# Municipio de Wold
El municipio de Wold (en inglés: Wold Township) es un municipio ubicado en el condado de Traill en el estado estadounidense de Dakota del Norte. En el año 2010 tenía una población de 100 habitantes y una densidad poblacional de 1,08 personas por km².

## Geografía
El municipio de Wold se encuentra ubicado en las coordenadas 47°32′29″N 97°9′20″O / 47.54139, -97.15556. Según la Oficina del Censo de los Estados Unidos, el municipio tiene una superficie total de 92.86 km², de la cual 92,86 km² corresponden a tierra firme y (0 %) 0 km² es agua.

## Demografía
Según el censo de 2010, había 100 personas residiendo en el municipio de Wold. La densidad de población era de 1,08 hab./km². De los 100 habitantes, el municipio de Wold estaba compuesto por el 100 % blancos. Del total de la población el 0 % eran hispanos o latinos de cualquier raza.